# Cát Tân, Như Xuân
Cát Tân là một xã thuộc huyện Như Xuân, tỉnh Thanh Hóa, Việt Nam. Đây là một xã vùng cao của huyện Như Xuân, cách trung tâm huyện 7 km  về phía tây bắc, phía bắc giáp xã Xuân Thắng và xã Tân Thành huyện Thường Xuân, phía nam giáp xã Hóa Quỳ, Phía đông giáp xã Yên Lễ và xã Thượng Ninh, phía tây giáp xã Cát Vân và xã Xuân Thắng huyện Thường Xuân.
Xã có diện tích 15,43 km², dân số năm 1999 là 2483 người, mật độ dân số đạt 161 người/km².
Đất rừng và diện tích đất Lâm nghiệp là 978,o3 ha chiếm 59,09%, diện tích đất lúa nước là 106,5 chiếm 6,43%.còn lại 570,08 ha là đất thổ cư và đất khác chiếm 34,4%.
Tổng dân số xã là 2892 khẩu với 673 hộ, xã có 8 thôn; Tổng số lao đông của xã là 1410, xã có 4 dân tộc anh em, cơ cấu các dân tộc (Dân tộc Thái 15.81%; Thổ 38.70%, Mường 0.6%; Kinh 44.89%)